# 孫承徳
孫 承徳（ソン・スンドク、朝鮮語: 손승덕/孫承德、1920年11月11日 - 1993年5月22日）は、大韓民国の政治家。第9・10・14代大韓民国国会議員。　
1920年11月11日に生まれた。春川高等学校を卒業後渡日し、日本大学の専門部（商科）に進学し、卒業した。1973年2月27日に行われた第9代総選挙にて当選し国会議員となり、その後も2度国会議員を務めた。他には江原大学校期成会長、大韓体育会理事、大韓軟式庭球協会会長を務めた。
1992年の第14代総選挙で3選したが、1993年5月22日、江原道春川市漆田洞88公園の前で京春国道を渡る途中に孫娘と共にトラックにひかれて死去した。73歳没。